# Carrie (Europe)
Carrie is een nummer van de Zweedse hardrockband Europe uit 1987. Het is de derde single van hun derde studioalbum The Final Countdown.
"Carrie" is een wat rustiger nummer dan de voorgangers The Final Countdown en Rock the Night. Het nummer werd een hit in Noord-Amerika en Europa, maar opvallend is dat het in Europe's thuisland Zweden geen hitlijsten behaalde. In de Nederlandse Top 40 haalde het de 14e positie, en in de Vlaamse Radio 2 Top 30 de 6e positie.

## NPO Radio 2 Top 2000
| Nummer met noteringen in de NPO Radio 2 Top 2000 | '00  | '01  | '02  | '03 | '04  | '05  |
| ------------------------------------------------ | ---- | ---- | ---- | --- | ---- | ---- |
| Carrie                                           | 1163 | 1518 | 1757 | -   | 1989 | 1975 |

1. ↑  Een '-' betekent dat het nummer niet was genoteerd en een vetgedrukt getal geeft de hoogste notering aan.
2. ↑  2000 was het eerste jaar met een notering voor dit nummer.
3. ↑  Deze tabel is bijgewerkt tot en met de laatste editie (2024).